# Max Euwe Schaakhuis

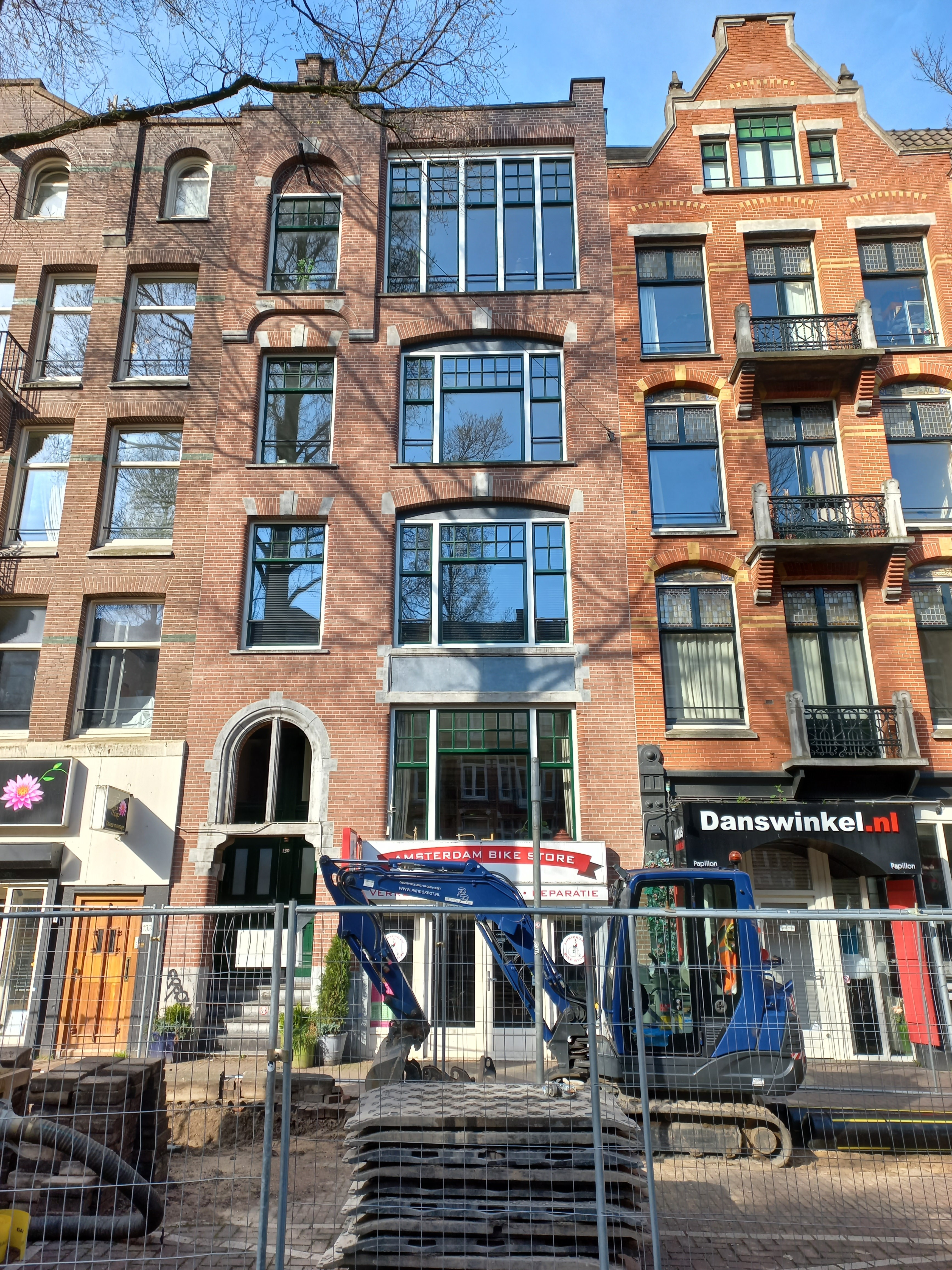
Bilderdijkstraat 130 in april 2023

Het Max Euwe Schaakhuis (soms aangeduid als het Max Euwe Huis of kortweg het Schaakhuis) was een denksportcentrum gevestigd op de derde verdieping van de Bilderdijkstraat 130 in het stadsdeel Amsterdam-West in Amsterdam. De locatie werd gesticht door S.C. Max Euwe en in gebruik genomen vanaf 1 januari 1939.
De naam van de locatie verwijst naar Max Euwe, de enige wereldkampioen schaken die Nederland heeft gekend.

## Geschiedenis
In zijn beginjaren speelde S.C. Max Euwe in het gebouw De Harmonie op de Rozengracht. In 1933 verhuisde men naar "De Liefde" aan de Da Costakade 102. Vanaf 1 januari 1939 nam de club intrek in het Max Euwe Schaakhuis, gevestigd aan de Bilderdijkstraat 130.
Het Max Euwe Schaakhuis werd niet uitsluitend door S.C. Max Euwe gebruikt. In 1940 verhuisden ook verenigingen Tarrasch en Dr. E. Lasker hun speellokaal naar deze locatie. D.V.S. (Door Vriendschap Saamgebracht) volgde in 1945. Ook de vereniging Morphy speelde enige tijd in het Max Euwe Huis, evenals haar rechtsopvolger MEMO.
Naast de clubavonden en competitiewedstrijden, werden in het Max Euwe Schaakhuis diverse belangrijke wedstrijden gehouden. In maart 1939 was het Schaakhuis gastheer van de eerste ronde van de Internationale Schaakzeskamp, waar onder andere de Duitse schakers Friedrich Sämisch en Sonja Graf aan meededen. Eveneens in 1939 vonden hier een aantal voorrondes van het Nederlands kampioenschap schaken 1939 plaats. Eind dat jaar werden ook een aantal partijen uit de tweekamp tussen Salo Landau en László Szabó hier verspeeld.
In 1941 werden de derde en de vierde ronde van een prestigieuze achtkamp hier gehouden.
Jan Hein Donner en Theo van Scheltinga speelden in 1951 een tweekamp in het Max Euwe Schaakhuis. De winnaar van deze confrontatie mocht Nederland vertegenwoordigen op een zonetoernooi in Bad Pyrmont.

Hoewel het Max Euwe Huis een nationale reputatie had, bood de locatie weinig comfort. De luchtventilatie was slecht en het gebouw was niet rolstoelvriendelijk. Voormalig MEMO-lid Rob Bödicker memoreert:
"Tussen 1961 en midden jaren zeventig had MEMO zijn clubgebouw in het Schaakhuis, Bilderdijkstraat 130, tussen de Kinkerstraat en het Kwakersplein. ‘De zolder’, zoals het schaakhuis werd genoemd, was eigenlijk niet zo geschikt om met veel mensen bijeen te zijn. Na tienen was de rook te snijden, er was namelijk geen ventilatie die die naam mocht hebben; bij brand zouden we allen jammerlijk zijn omgekomen... Ook de hoogte was voor oudere spelers bezwaarlijk. Elke speelavond tilden 4 potige schakers de sterke speler Dick Smorenberg naar boven, 3 steile trappen hoog + een stoepje."
In 1976 liep de huur af en moest het Max Euwe Schaakhuis haar deuren sluiten. Tegenwoordig is de Bilderdijkstraat 130-3 een appartement.

## Trivia
Het Max Euwe Schaakhuis was niet de enige schaakaccommodatie in Amsterdam. Aan de Henri Polaklaan 14 was tot 1967 het Amsterdamsche Schaakhuis gevestigd, dat eveneens onderdak bood aan verschillende schaakverenigingen in Amsterdam.

## Bilderdijkstraat 130
Bilderdijkstraat was rond 1902 gebouwd voor een sigarenfabriek annex toonzaal. Architect Johannes Hendricus Lesmeister (1868-1941) kwam met een gebouw van vijf etages, dat bij de bouw het laatste gebouw aan die zijde van de straat was. Een oude foto laat naast het pand nog een boerderij zien. Opvallend aan het gebouw zijn dan al de hoog uitgesneden toegangspartij (1,5 verdieping hoog), een bovenste verdieping met een hoge glaspartij en een risalerend torentje.  Het gebouw is sinds die bouw wel enigszins verander (souterrain opgehoogd tot begane grond), maar de voorgevel is grotendeels ongewijzigd.